# Góra Synaj (obraz El Greca)
Góra Synaj (Widok na górę Synai i klasztor św. Katarzyny) – obraz olejny hiszpańskiego malarza pochodzenia greckiego Dominikosa Theotokopulosa, znanego jako El Greco.
Obraz jest inną wersją Widoku góry Synaj, sceny ukazanej w Tryptyku modeńskim z ok. 1565 roku. Prawdopodobnie powstał na zlecenie antykwariusza Fulvio Orsiniego, bibliotekarza kardynała Alessandra Farnese, w pałacu którego El Greco mieszkał w latach 1570–1572. Był ewidencjonowany w inwentarzu kolekcji Orsinich w 1600 jako obraz z orzechową ramą i pejzażem na górze Synaj malowany przez greckiego ucznia Tycjana. Obraz wyceniono wówczas na zaledwie dziesięć skudów. Od 1991 roku obraz znajduje się w Kreteńskim Muzeum Historycznym w Heraklionie.

## Opis obrazu
El Greco nigdy nie widział Góry Synaj. Swoje dwa obrazy stworzył prawdopodobnie na podstawie XVI-wiecznych rycin, a głównie na rycinie autorstwa Giovanniego Baptisty Fontany, której kopia była rozdawana pielgrzymom. Na oryginalnej wersji tryptyku z Modeny malarz ukazał Mojżesza na górze Horeb, gdzie otrzymuje tablice z dziesięcioma przykazaniami. W wersji późniejszej Mojżesza już nie ma na szczycie i jedynie wzburzone chmury mogą zwiastować o wydarzeniach, które mają nastąpić lub już nastąpiły. Na szczyt prowadzą długie schody, wzdłuż których rozsiane są niewielkie pustelnie. Po lewej stronie widać górę Epistene, po prawej szczyt Świętej Katarzyny, gdzie wczesnochrześcijańska męczennica została pochowana, a niewielka cytadela u stóp góry jest klasztorem do dziś noszącym jej imię. W okresie gdy El Greco mieszkał na Krecie, był to ważny ośrodek religijny, centrum naukowe z bogatą biblioteką i kolekcją ikon. Był to również bardzo ważny punkt na trasie pielgrzymek. U dołu widoczne są trzy takie pielgrzymki z postaciami tradycyjnie ubranymi w peleryny i kapelusze, po prawej stronie widać wschodnich pielgrzymów podróżujących na wielbłądach.